# Ivan Osiier
Ivan Joseph Martin Osiier (ur. 16 grudnia 1888 w Kopenhadze, zm. 23 września 1965 tamże) – duński szermierz, wicemistrz olimpijski.

## Życiorys
Urodził się w Kopenhadze w rodzinie o żydowskich korzeniach. Uczęszczał do Borgerdydskolen, później studiował medycynę, a następnie w latach 1915–1917 pracował jako chirurg w szpitalu garnizonowym w Kopenhadze. Ze względu na żydowskie pochodzenie, w okresie okupacji Danii przez Niemcy (1940) przebywał w Szwecji gdzie pracował w szpitalu Sankt Görans sjukhus oraz uprawiał wioślarstwo.
Był 25-krotnym mistrzem Danii w szermierce w trzech odmianach – szpadzie, florecie i szabli: We florecie tytuły mistrzowskie zdobywał w latach: 1913, 1915, 1917–19, 1923–1924 i 1927–1929; w szpadzie w latach: 1915–1917 i 1927–1928 oraz w szabli w latach: 1913, 1916–1920, 1922, 1923, 1928, 1929. Był również mistrzem Skandynawii w szermierce – we florecie w latach: 1920, 1921, 1923, 1927, 1929 i 1931; w szpadzie w 1920 oraz w szabli w latach: 1921, 1923, 1927, 1929, 1931 i 1933. 
Na igrzyskach olimpijskich w Londynie w 1908 roku startował w szpadzie, w drużynie był piąty, a indywidualnie odpadł w drugiej rundzie. Na rozgrywanych cztery lata później igrzyskach olimpijskich w Sztokholmie zdobył srebrny medal w szpadzie indywidualnej. W rundzie finałowej wygrał pięć z siedmiu pojedynków i rozdzielił na podium Belgów: Paula Anspacha i Philippe'a Le Hardy de Beaulieu. W turnieju drużynowym zajął tam piąte miejsce. 
Podczas igrzysk olimpijskich w Antwerpii w 1920 roku najbliżej podium był we florecie, drużynowo zajmując czwarte miejsce, a indywidualnie ósme. Na igrzyskach olimpijskich w Paryżu w 1924 wystartował we wszystkich sześciu konkurencjach. Do finałów dotarł w szabli indywidualnej i florecie indywidualnym, obie konkurencje kończąc na szóstej pozycji. Następnie wystartował na igrzyskach olimpijskich w Amsterdamie w 1928 roku, jednak w żadnej z pięciu konkurencji (w szabli drużynowej nie wziął udziału) nie dotarł do finałów. Cztery lata później, na igrzyskach w Los Angeles był czwarty we florecie drużynowym, piąty w szpadzie drużynowej i szabli drużynowej oraz siódmy w szabli indywidualnej.
Wraz z zapaśnikiem Abrahamem Kurlandem zbojkotował igrzyska olimpijskie w Berlinie (1936), ze względu na zorganizowanie ich przez niemieckich nazistów wrogo nastawionych do osób o pochodzeniu żydowskim. Po zakończeniu II wojny światowej wystartował na igrzyskach olimpijskich w Londynie w 1948 roku, we florecie drużynowym odpadając w ćwierćfinałach, a w szabli indywidualnej w pierwszej rundzie.
Jest jednym z czterech sportowców uczestniczących w igrzyskach olimpijskich na przestrzeni 40 lat obok żeglarzy: Magnusa Konowa, Paula Elvstrøma i Duranda Knowlesa. Laureat Olimpijskiego Dyplomu Zasługi.
Był mężem Ellen Osiier, złotej medalistki olimpijskiej we florecie z letnich igrzysk olimpijskich 1924 w Paryżu oraz prezesem Duńskiej Federacji Szermierczej. W 1986 pośmiertnie wprowadzony do galerii sław International Jewish Sports Hall of Fame.